# Harkeria rufa
Harkeria rufa är en stekelart som beskrevs av Cameron 1900. Harkeria rufa ingår i släktet Harkeria och familjen bracksteklar. Arten är reproducerande i Sverige. Inga underarter finns listade i Catalogue of Life.